# Julio Mendoza Loor
Julio César Mendoza Loor (8 de abril de 1979) es un jinete ecuatoriano que compite en la modalidad de doma. Ganó una medalla de oro en los Juegos Panamericanos de 2023, en la prueba individual.

## Palmarés internacional
| Juegos Panamericanos | Juegos Panamericanos | Juegos Panamericanos | Juegos Panamericanos |
| Año                  | Lugar                | Medalla              | Categoría            |
| -------------------- | -------------------- | -------------------- | -------------------- |
| 2023                 | Santiago (Chile)     | Medalla de oro       | Individual           |